# Ludwig Döderlein

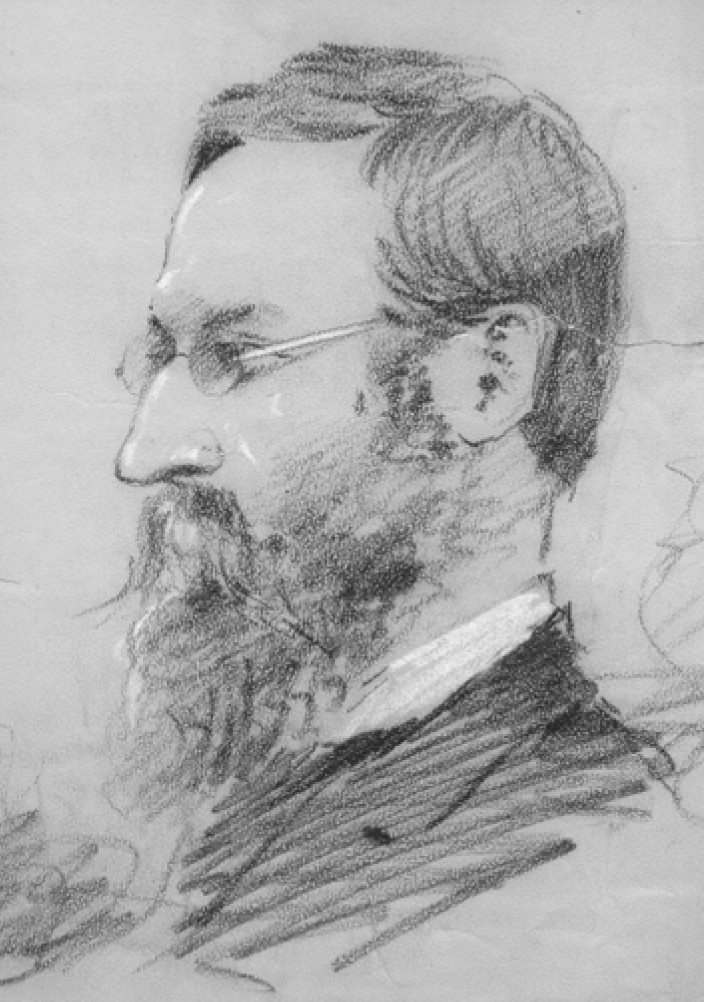
Ludwig Döderlein (1. Januar 1883)

Ludwig Heinrich Philipp Döderlein (* 3. März 1855 in Bergzabern; † 23. April 1936 in München) war ein deutscher Zoologe.
Döderlein arbeitete besonders über den Stamm der Stachelhäuter, speziell über Seeigel und Seelilien. Er war einer der ersten westlichen Zoologen, der von 1879 bis 1881 die Möglichkeit hatte, in Japan tätig zu forschen. Als Direktor und Konservator des Zoologischen Museums  von Straßburg leistete er Bedeutendes in der Zeit von 1882 bis 1919. Von 1923 bis 1927 leitete er die Zoologische Staatssammlung und war Professor für Systematische Zoologie an der Universität München.

## Leben
Ludwig Döderlein wurde in Bergzabern in der Pfalz am 3. März 1855 geboren. Von 1864 bis 1873 Schüler am Gymnasium in Bayreuth studierte er Naturwissenschaften zunächst von 1873 bis 1875 in Erlangen, wo er schon im Sommer 1875 Assistent am dortigen Zoologischen Institut bei Emil Selenka war. Während seines Studiums wurde er 1873 Mitglied der christlichen Studentenverbindung CStV Uttenruthia Erlangen. In den Jahren 1875–76 führten ihn zwei Semester nach München, wo er das Lehramtsexamen für Naturwissenschaften ablegte. Zum Abschluss des Studiums wählte Döderlein Straßburg, wo er am 26. Juni 1877 an der Mathematisch-Naturwissenschaftlichen Fakultät promovierte. Von 1876 bis 1878 war er vier Semester Assistent am Zoologischen Institut bei Professor Eduard Oscar Schmidt in Straßburg. Doch die Aussichten für eine akademische Laufbahn waren damals ungünstig, so dass Döderlein zunächst sein Brot als Lehrer in einem Elsässer Gymnasium verdiente. Das Angebot einer Dozentur für beschreibende Naturwissenschaften an der Medizinischen Fakultät der Universität Tokio nahm er daher dankbar an.

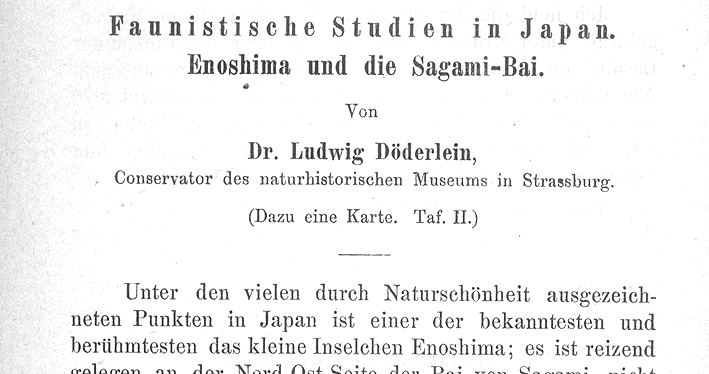
Titel der Schrift, welche Döderleins Ruhm begründete (1883)

Ludwig Döderlein war damit einer der ersten westeuropäischen Zoologen, die Japan im Zuge der Meiji-Restauration und der damit verbundenen Modernisierung ins Land holte. Von 1879 bis 1881 widmete er sich vor allem meereszoologischen Studien – anfangs auch ohne nur ein Schiff zu besteigen. Die Früchte des Meeres wurden dem Zoologen direkt vor die Haustür geliefert, wobei er – so oft es ging – den Fischmarkt von Tokio besuchte, der zu diesem Zeitpunkt den Versorgungsmittelpunkt für 1 Million Einwohner darstellte. Später führten ihn zahlreiche Exkursionen zu der im Norden der Sagami-Bucht gelegenen Halbinsel Enoshima. Auch hier kaufte er für seine Studien auf Fischmärkten ein und ging, nachdem seine Sprachkenntnisse ausreichend waren, mit den Fischern selbst auf Fang. Trotz der schwierigen Umstände, welche die Konservierung und der lange Transportweg mit sich brachten, konnte Döderlein eine umfangreiche Sammlung mit nach Europa nehmen. Allein die Fischsammlung bestand aus über 400 Arten. Daneben brachte er verschiedene Wirbellose wie Glasschwämme, Moostierchen, Krebse, Seelilien, Seeigel und Korallen mit. Döderleins Verdienst besteht darin, dass er als erster die Welt auf den ungewöhnlichen Artenreichtum der Sagami-Bucht aufmerksam machte. Ironie der Geschichte: Döderleins Lehrvertrag an der Universität Tokio wurde nicht verlängert – mit der Begründung, dass er seine eigentlichen Lehraufgaben vernachlässigt habe.

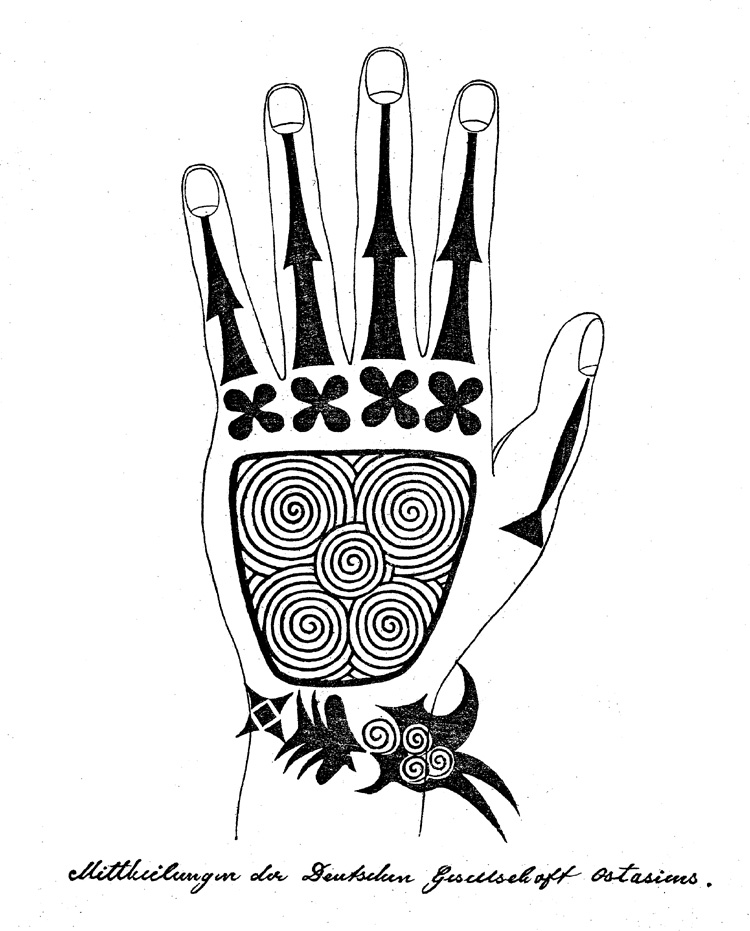
Tätowierte Hand (Hajichi) eines Bewohners der Insel Amami Oshima aus Döderlein (1881)

Nach seiner Rückkehr von Japan wurde Döderlein 1882 Konservator und 1885 Direktor der Zoologischen Sammlung in Straßburg. Seine reichen Sammlungen bildeten die Grundlage zur Bearbeitung der Fauna der fernöstlichen Meere, der er einen großen Teil seines Lebens widmete. Im Jahr 1883 habilitierte er sich an der dortigen Fakultät für Zoologie, wurde 1891 Professor und erhielt 1894 einen Lehrauftrag für Zoologie, insbesondere Systematik und Biologie, in Straßburg. Ein um die Jahrhundertwende eintretende Erkrankung des Kehlkopfs beeinträchtigte seine Laufbahn insofern, als ihm ein Ordinariat für Zoologie versagt blieb, da er nicht mehr im vollen Umfang an der Lehre teilnehmen konnte. Zur Heilung dieser Krankheit reiste er Anfang 1901 nach Biskra in Algerien und nutzte auch diesen unfreiwilligen Aufenthalt zum Studium der Meeresfauna. Die fast vierzigjährige Zeit als Leiter des Straßburger Museums, das nach seinen Plänen neu gebaut und eingerichtet wurde, war die fruchtbarste Epoche im Leben Döderleins. Sie wurde jäh unterbrochen durch den Ausgang des Ersten Weltkrieges. Aufgrund seiner nationalen Einstellung wurde er 1919 durch die französische Regierung aus dem Elsass ausgewiesen. Er musste Straßburg innerhalb kürzester Zeit verlassen, seine reichen Sammlungen und sein Privatvermögen wurden konfisziert.
Nach langer Suche fand Döderlein in München durch die Vermittlung des damaligen Direktors Carl Zimmer Aufnahme in der Zoologischen Staatssammlung. Im Jahr 1921 wurde er Honorarprofessor für Zoologie an der Universität München. 1920/1921 war er Präsident der Deutschen Zoologischen Gesellschaft. Nachdem Zimmer Direktor des Zoologischen Museums der Universität Berlin geworden war, übernahm Döderlein Ende 1923 die Leitung der Zoologischen Staatssammlung in München, welche er bis März 1927 innehatte. Gleichzeitig erhielt Döderlein 1923 den Lehrauftrag für systematische Zoologie an der Universität München, den er bis in die letzten Tage seines Lebens innehatte und ausübte. Im Jahr 1933 wurde er zum Mitglied der Leopoldina gewählt. Seit 1921 war er ordentliches Mitglied der Bayerischen Akademie der Wissenschaften.

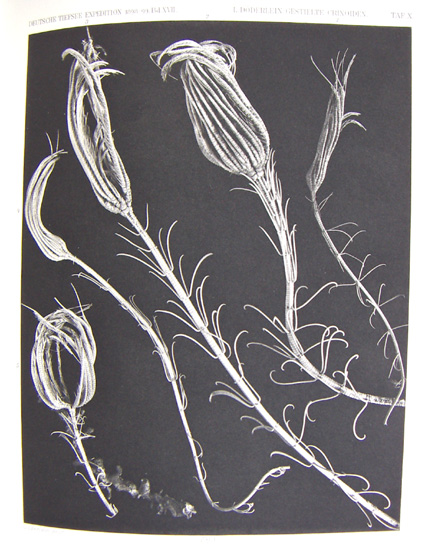
Die von Döderlein beschriebene Seelilie Teliocrinus asper wurde auf der Ersten Deutschen Tiefsee-Expedition 1898/99 erbeutet

## Wissenschaftliche Arbeit
Döderleins Lebenswerk ist der Ausbau der Evolutionstheorie in der zoologischen Systematik und damit die Entwicklung der systematischen Zoologie auf einen modernen, von genetischen Gesichtspunkten unterbauten Standpunkt. Ein erstaunlicher Formensinn und ein hervorragendes Gedächtnis befähigten ihn, Tierformen aus allen Klassen in kürzester Zeit zu erkennen und zu bestimmen. Diese Fähigkeit machte ihn nicht nur zu einem äußerst fruchtbaren Lehrer der systematischen Zoologie, sondern ermöglichte es ihm, wie wenigen Zoologen, bei der Untersuchung wissenschaftlicher Fragen das gesamte Tierreich aus eigener Kenntnis in seine Betrachtungen einzubeziehen. Als systematischer Spezialist galt Döderlein für zwei Gruppen, für Echinodermen und für fossile und rezente Säugetiere, besonders deren Osteologia.
Döderlein war der Bearbeiter für die Echinodermen der großen meeresbiologischen Unternehmungen seiner Zeit, wie die erste Deutsche Tiefsee-Expedition unter Leitung von Carl Chun, die Siboga-Expedition unter Leitung von Max Weber, die Deutsche Südpolar-Expedition unter Leitung von Erich von Drygalski, die Australischen Sammelreisen von Wilhelm Michaelsen und Robert Hartmeyer sowie Richard Semon, als auch die Forschungsreise der Schweizer Vettern Paul und Fritz Sarasin nach Ceylon. Eine Arbeit über Korallen verfasste er aufgrund des Materials von Alfred Voeltzkow, der zwischen 1887 und 1896 in Ostafrika und Madagaskar weilte.
Auf paläontologischem Gebiet wurde er mit Arbeiten über triassische Stachelhäuter und über Flugsaurier bekannt. 1890 entstand eine Zusammenfassung der fossilen Wirbeltiere in dem mit Gustav Steinmann gemeinsam verfassten Werk „Elemente der Palaeontologie“.
Auf erkenntnistheoretisches Gebiet führte er den Begriff des „Trägheitsgesetzes“ in der stammesgeschichtlichen Organentwicklung ein (1887). Von grundsätzlicher Bedeutung für die gesamte systematische Zoologie ist die Arbeit „Ueber die Beziehungen nahe verwandter Tierformen zueinander“ (1902) geworden. Döderlein hat darin insbesondere den Artbegriff nach allen Richtungen hin beleuchtet und ihm eine für die moderne Biologie geeignete Formulierung gegeben. Ausgehend von den extremen Auffassungen, zu denen das Studium von Arten bei Korallen einerseits, bei Vögeln andererseits führen muss, hat er schon damals eindeutig festgelegt, dass es theoretisch keine natürlichen Arten gibt, dass praktisch der Artbegriff gebunden ist an die vorhandenen Lücken in unserer Kenntnis über die Zusammenhänge zwischen verschiedenen Tierformen.
Ein Ausdruck für die vielseitige systematische Kenntnis ist eines seiner letzten und reifsten Werke, das Bestimmungsbuch für deutsche Land- und Süßwassertiere, welches in drei Bänden die Insekten, Weichtiere und Wirbeltiere beinhaltet. Wohl als einziger Zoologe in diesem Jahrhundert konnte Döderlein, allein ohne Unterstützung anderer Fachspezialisten ein solches sich über alle Tiergruppen erstreckendes Buch schreiben.

## Schriften
- Über das Skelett des Tapirus Pinchacus. Inaugural-Dissertation. Strassburg, 1877
- Die Liu-Kiu-Insel Amami Oshima. Mittheilungen der Deutschen Gesellschaft für Natur- und Völkerkunde Ostasiens (Heft 24): 1–31 – Yokohama: Buchdruckerei des „Echo du Japon“, 1881
- Faunistische Studien in Japan. Enoshima und die Sagami-Bai. Archiv für Naturgeschichte, 49: 102–123, Berlin: Nicolaische Verlags-Buchhandlung, 1883
- Seeigel von Japan und den Liu-Kiu-Inseln. Archiv der Naturgeschichte 51 (1): 73–112, Berlin: Nicolaische Verlags-Buchhandlung, 1885
- Die japanischen Seeigel. I. Theil Familie Cidaridae und Saleniidae. 59 S. 11. Tafeln. E. Schweizerbart’sche Verlagsbuchhandlung, Stuttgart 1887 doi:10.5962/bhl.title.11293
- Echinodermen von Ceylon. Bericht über die von den Herren Dres Sarasin gesammelten Asteroidea, Ophiuroidea und Echinoidea. Zoologische Jahrbücher (Systematik) 3 (6): 821–846, Jena: Fischer, 1888. Volltext
- Ueber die Erwerbung des Flugvermögens bei Wirbelthieren. Zoologische Jahrbücher / Abteilung für Systematik, Ökologie und Geographie der Tiere, 14, S. 49–61, 1901. Volltext
- Beziehungen nahe verwandter Tierformen zueinander. Zeitschrift für Morphologie und Anthropologie 4, 1902
- Die Echinoiden der Deutschen Tiefsee-Expedition. Wissenschaftliche Ergebnisse der Deutschen Tiefsee Expedition auf dem Dampfer „Valdivia“ 1898-1899, Band 5 (2): 61–290 – Jena: Fischer, 1906 doi:10.5962/bhl.title.46999
- Die gestielten Crinoiden der Siboga-Expedition. Siboga-Expeditie. Uitkomsten op zoölogisch, botanisch, oceanographisch en geologisch gebied verzameld in Nederlandsch Oost-Indie 1899-1900 aan boord H.M. „Siboga“. 42 (a): 1–54, Leiden: E.J. Brill, 1907 doi:10.5962/bhl.title.11369
- Über japanische und andere Euryalae. Beiträge zur Naturgeschichte Ostasiens; Abhandlungen der Königlich Bayrischen Akademie der Wissenschaften, Supplementband zu den Abhandlungen der Mathematisch-naturwissenschaftlichen Klasse, Suppl. II, Abh. 5: 123 S. – München: Beck, 1911 doi:10.5962/bhl.title.16334
- Die gestielten Crinoiden der deutschen Tiefsee-Expedition. Wissenschaftliche Ergebnisse der Deutschen Tiefsee Expedition auf dem Dampfer „Valdivia“ 1898-1899, Band 17(1): 1–34 – Jena: Fischer, 1912
- Die Asteriden der Siboga Expedition. I. Die Gattung Astropecten und ihre Stammesgeschichte. Siboga-Expeditie. Uitkomsten op zoölogisch, botanisch, oceanographisch en geologisch gebied verzameld in Nederlandsch Oost-Indie 1899-1900 aan boord H.M. „Siboga“. 46 (a): 1–191, Leiden: E.J. Brill, 1917 doi:10.5962/bhl.title.11319
- Die Asteriden der Siboga Expedition. II. Die Gattung Luidia und ihre Stammesgeschichte. Siboga-Expeditie. Uitkomsten op zoölogisch, botanisch, oceanographisch en geologisch gebied verzameld in Nederlandsch Oost-Indie 1899–1900 aan boord H.M. „Siboga“. 46 (b): 193–293, Leiden: E.J. Brill, 1920
- Die Ophiuroiden der Deutschen Tiefsee-Expedition. Wissenschaftliche Ergebnisse der Deutschen Tiefsee Expedition auf dem Dampfer „Valdivia“ 1898-1899, Band 22 (6): 347–396 – Jena: Fischer, 1927
- Die Seesterne der Deutschen Südpolar-Expedition, 1901-1903. Deutsche Südpolar-Expedition 1901–1903 19 (Zoologie 11): 291-301 Berlin: Georg Reimer, 1928
- Bestimmungsbuch für deutsche Land- und Süßwassertiere. 3 Bände. Oldenbourg, München/Berlin, 1931–1932.
- Die Asteriden der Siboga Expedition. III. Oreasteridae. Siboga-Expeditie. Uitkomsten op zoölogisch, botanisch, oceanographisch en geologisch gebied verzameld in Nederlandsch Oost-Indie 1899-1900 aan boord H.M. „Siboga“. 46 (c): 71–110, Leiden: E.J. Brill, 1935
- Die Asteriden der Siboga Expedition. III. Die Unterfamilie Oreasterinae. Siboga-Expeditie. Uitkomsten op zoölogisch, botanisch, oceanographisch en geologisch gebied verzameld in Nederlandsch Oost-Indie 1899-1900 aan boord H.M. „Siboga“. 46 (c): 295–369, Leiden: E.J. Brill, 1936
- Steindacher, F., Döderlein, L. Beiträge zur Kenntnis der Fische Japan’s. (I). – Denkschriften der Mathematisch Naturwissenschaftlichen Classe der Kaiserlichen Akademie der Wissenschaften. Band 47: 1-34, 1883
- Steinmann, G., Döderlein, L. Elemente der Palaeontologie. Leipzig: Wilhelm Engelmann, 848 S, 1890